# Krasnorichenske
Krasnorichenske (en ucraniano: Красноріченське; en ruso: Краснореченское, romanizado: Krasnorechenskoye) es un pueblo ucraniano perteneciente al óblast de Lugansk. Situado en el noreste del país, forma parte del raión de Svátove y centro del municipio (hromada) homónimo. 
El pueblo se encuentra ocupado por Rusia desde marzo de 2022, siendo administrada como parte de la de facto República Popular de Lugansk. 

## Toponimia
Hasta 1973 se conoció con el nombre de Kabanie (en ucraniano: Кабаннє; en ruso: Кабанське, romanizado: Kabanske).

## Geografía
Krasnorichenske se encuentra a orillas del río Krasna, un afluente izquierdo del río Donets, 27 km al norte de Kreminná.

## Historia
Krasnorichenske se fundó en 1701 con el nombre de Kabanske
En el año 1957 recibió el estatus de asentamiento de tipo urbano.
Hasta el 18 de julio de 2020, Krasnorichenske fue parte del raión de Kreminná. El raión fue abolido en julio de 2020 como parte de la reforma administrativa de Ucrania, que redujo el número de raiones del óblast de Lugansk a siete. El territorio del raión de Kreminná se fusionó con el raión de Svátove.En 2023, Krasnorichenske perdió el estatus de asentamiento de tipo urbano en la legislación ucraniana debido a la eliminación de este estatus administrativo.
Durante la invasión de Ucrania, las fuerzas de la autoproclamada República Popular de Lugansk, con la ayuda de las fuerzas rusas, se apoderó de Krasnorichenske a principios de marzo de 2022.

## Demografía
La evolución de la población de Krasnorichenske entre 1989 y 2022 fue la siguiente:
| 6051                                                          | 4595 | 4335 | 4020 | 3755 |
| (Fuente: Cities & Towns of Ukraine y UKRAINE: Größere Städte) |      |      |      |      |

Según el censo de 2001, la lengua materna de la mayoría de los habitantes, el 93,05%, es el ucraniano; del 6,78% es el ruso.

## Infraestructura

### Transporte
Krasnorichenske tiene una estación de tren.

## Personas ilustres
- Fiódor Dachko (1923-1996): sargento mayor soviético ucraniano y Héroe de la Unión Soviética (1985).